# Taphao Kaew
Taphao Kaew (47 Ursae Majoris c) – planeta pozasłoneczna orbitująca wokół gwiazdy Chalawan (47 Ursae Majoris).

## Nazwa
Nazwa planety została wyłoniona w publicznym konkursie w 2015 roku. Wywodzi się ona z tajskiej ludowej opowieści, w której występowały siostry Taphao Thong i Taphao Kaew. Nazwy planet zaproponowało Tajskie Towarzystwo Astronomiczne (Tajlandia).

## Charakterystyka
Planeta ma większą orbitę od planety Taphao Thong, mniej więcej równą odległości między Słońcem a pasem planetoid w naszym Układzie Słonecznym. Minimalna masa Taphao Kaew wynosi około połowy masy Jowisza. Planeta ta ma dość kołową orbitę. System planetarny 47 Ursae Majoris cechują pewne podobieństwa z Układem Słonecznym: stosunek mas planet b i c to 3,34 (3,32 w przypadku Jowisza i Saturna), a stosunek dróg orbitalnych planet jest równy 0,56 (0,545). Dotychczas nie odkryto, czy ma to jakieś znaczenie, czy też jest to tylko zbieg okoliczności.